# Brisbane (cráter)

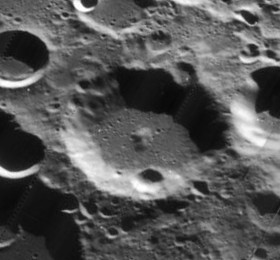
Brisbane (Imagen Lunar Orbiter 4)

Brisbane es un cráter de impacto que se encuentra en la parte sureste de la Luna, al sur del cráter Peirescius. Al noroeste se hallan los cráteres Vega y Reimarus, y más al este aparece la llanura amurallada de Lyot. Debido a su proximidad al limbo lunar, el escorzo de este cráter hace que aparezca con una forma ligeramente elíptica, a pesar de que en realidad es circular.
Se trata de un antiguo cráter, con su relieve erosionado transformado en formas suavizadas y redondeadas debido a una historia de pequeños impactos posteriores. Hay pequeños cráteres a lo largo del borde, sobre todo a lo largo del muro occidental y de la pared interna noreste. También presenta una hendidura que atraviesa el borde suroeste. El suelo interior está prácticamente a nivel y no contiene ningún impacto significativo. Presenta una ligera elevación central.

## Cráteres satélite
Por convención estos elementos son identificados en los mapas lunares poniendo la letra en el lado del punto medio del cráter que está más cerca de Brisbane.
| Cráteres satélite | \| Brisbane \| Coordenadas \| Diámetro \| \| -------- \| ----------------------------- \| -------- \| \| E \| 50°00′S 71°12′E / -50.0, 71.2 \| 56 km \| \| H \| 50°18′S 64°54′E / -50.3, 64.9 \| 43 km \| \| X \| 50°24′S 67°24′E / -50.4, 67.4 \| 20 km \| \| Y \| 51°24′S 69°48′E / -51.4, 69.8 \| 17 km \| \| Z \| 52°48′S 72°24′E / -52.8, 72.4 \| 64 km \| |          |
| Brisbane          | Coordenadas | Diámetro |
| E                 | 50°00′S 71°12′E / -50.0, 71.2 | 56 km    |
| H                 | 50°18′S 64°54′E / -50.3, 64.9 | 43 km    |
| X                 | 50°24′S 67°24′E / -50.4, 67.4 | 20 km    |
| Y                 | 51°24′S 69°48′E / -51.4, 69.8 | 17 km    |
| Z                 | 52°48′S 72°24′E / -52.8, 72.4 | 64 km    |